# فردریک روسینگ بول
فردریک روسینگ بول (نروژی: Fredrik Rosing Bull) زاده ۲۵ دسامبر ۱۸۸۲ در کریستیانیا و مرگ به تاریخ ۷ ژوئن ۱۹۲۵م در سن ۴۲ سالگی در اسلو، یک مهندس و مخترع نروژی بود.
 فردریک روسینگ بول در کنار شغل عادی خود در یک شرکت بیمه، تجهیزات فنی را توسعه داد. از جمله تکمیل و ثبت حق امتیاز یک دستگاه ثبت آمار (مرتب‌سازی) و جمع‌آوری (جدول‌ساز) برای بایگانی‌های بزرگ که دستگاه کارت پانچ نیز نامیده می‌شود. پس از مرگ وی، ایده‌های او گسترش یافت و اساس تشکیل یک گروه بزرگ کامپیوتری فرانسوی و بین‌المللی را بنا نهاد که نام وی را یدک می‌کشد.

## پیشینه
فردریک روسینگ بول پسر یک پزشک سرشناس و خانواده ای پر جمعیت با ۱۵ فرزند بود. بعضی دیگر از اعضای این خانواده از جمله پدر و چند تن از برادرانش نیز در توسعه فناوری و انتشار مطالب علمی در روزگار خود نقش مؤثری داشتند. فردریک خود در سال ۱۹۰۴م، تحصیلات متوسطه را با موفقیت سپری کرد و سپس در سال ۱۹۰۷م، در رشته  مهندسی سازه از آموزشگاه فنی کریستیانیا فارغ‌التحصیل گشت. یک سال به عنوان کارشناس برق و از سال ۱۹۰۸ تا ۱۹۱۰م، به عنوان دستیار منشی در یک شرکت بیمه به کار مشغول بود. سپس بعد از ۳ سال کار آزاد در سال ۱۹۱۳م، بار دیگر به شرکت بیمه بازگشت و در مقام منشی مشغول کار شد. در سال ۱۹۱۶م، به استخدام شرکت استوربرند درآمد و در سال ۱۹۱۸م، رئیس بخش بیمه این شرکت شد و یک دفتر آمار ایجاد کرد. به دنبال یک سری اختلافات در سال ۱۹۲۲م، از کار در شرکت استوربرند استعفاء داد و مدتی بعد در شرکتی که خود تأسیس کرده بود در مقام مدیر کل مشغول کار شد.
فردریک روسینگ بول در سال ۱۹۱۷م، زمانی که هنوز در شرکت استوربرند کار می‌کرد در یک مأموریت اداری به سوئد فرستاده شده بود تا یک دستگاه آمریکایی کارت پانچ خریداری کند. وی در گزارش خود از این سفر ادعا کرد که خودش قادر است دستگاه بهتری از نمونه آمریکایی بسازد. بعد از بازگشت از این سفر تحت حمایت مالی شرکت استوربرند، شروع به طراحی و ساخت دستگاه پیشنهادی خود کرد. در سال ۱۹۲۱م، اولین نمونه دستگاه تکمیل شد و توسط شرکت استوربرند، خریداری شده و به کار گرفته شد. دستگاه بول در ابتدا نقصهایی داشت که وی به تدریج آنها را بهبود داد و امتیازات دیگری را به نام خود ثبت کرد. ضمن اینکه بعضی از قطعات این دستگاه در واقع از یک نمونه آمریکایی متعلق به شرکت آی‌بی‌ام کپی شده بودند اما از آنجایی که این قطعات در نروژ ثبت رسمی نشده بودند، مشکلی پیش نیامد.
فردریک روسینگ بول در سال ۱۹۲۴م، به سرطان مبتلا شد و سال بعد پیش از آنکه موفقیتی بین‌المللی به دست آورد، در گذشت. اما پس از مرگ وی، ایده‌هایش گسترش یافت و اساس تشکیل یک گروه بزرگ کامپیوتری فرانسوی و بین‌المللی را بنا نهاد که نام وی را یدک می‌کشند.
بعدها انجمن رایانه نروژ نیز جوایزی را به انام فردریک روسینگ بول اختصاص داد که همه ساله به افتخار وی به افرادی اعطا می‌شوند که کاری برجسته در محیط فناوری و اطلاعات نروژ انجام داده‌اند.